# 糙毛火筒树
糙毛火筒树（学名：Leea setuligera）为葡萄科火筒树属下的一个种。

## 扩展阅读
- 維基物種上的相關：糙毛火筒树